# Carmagnole (Italie)
Pour les articles homonymes, voir Carmagnole.
Carmagnole (en italien Carmagnola) est une ville italienne d'environ 30 000 habitants située dans la ville métropolitaine de Turin dans la région du Piémont, dans le nord-ouest de l'Italie.

## Histoire
La province de Carmagnole était située entre le Pô à l'Est et à gauche, et les Huit Vallées qui l’entourent (parler de quatre vallées apporte une confusion avec la fontaine des quatre vallées à Tarbes qui n’a pas sa place ici). Carmagnòla était fief des marquis de Saluces jusqu'à la conquête de ce territoire et la prise de la ville par la maison de Savoie (1588). La production la plus importante y était le chanvre et la prospérité de cette culture était telle que le bourg fut pendant des siècles le plus important marché de la péninsule italienne pour cette denrée. Le passage aux mains du duc Charles-Emmanuel Ier de Savoie provoqua l'exil volontaire vers Marseille de beaucoup de fileurs de chanvre du territoire[pourquoi ?].
En 1691, eut lieu le siège et la prise de Carmagnola par les troupes françaises durant la guerre de la Ligue d'Augsbourg dans lesquels participèrent les régiments de Sault et de Feuquières.

## Personnalités
- François Rabelais (1494-1553), y passa le 18 juillet 1535 avec le cardinal Jean du Bellay, son maître et son protecteur.
- Francesco Bussone (1382-1432), général, qui inspira à Manzoni  Le Comte de Carmagnole (1816) ;
- Jean-Pierre Sola, évêque de Nice (1791-1881)
- Marie Françoise Rubatto (1844-1904) fondatrice des capucines de la mère Rubatto et sainte ;
- Marie Henriette Dominici (1828-1894) cofondatrice des sœurs de Sainte-Anne de Turin et bienheureuse ;
- Gianluigi Lentini (1969) footballeur italien.

## Administration
| Période                                  | Période  | Identité         | Étiquette     | Qualité |
| ---------------------------------------- | -------- | ---------------- | ------------- | ------- |
| 13 juin 2006                             | En cours | Gian Luigi Surra | Centro-Destra |         |
| Les données manquantes sont à compléter. |          |                  |               |         |

### Hameaux
San Bernardo, Salsasio, San Giovanni, San Michele Grato, Cappuccini, Casanova, Tuninetti, Vallongo, Motta e Corno.

### Communes limitrophes
Poirino, Villastellone, Carignano, Lombriasco, Ceresole Alba, Racconigi, Sommariva del Bosco, Caramagna Piemonte.

## Jumelages
- Opatija (Croatie)

## Galerie de photos

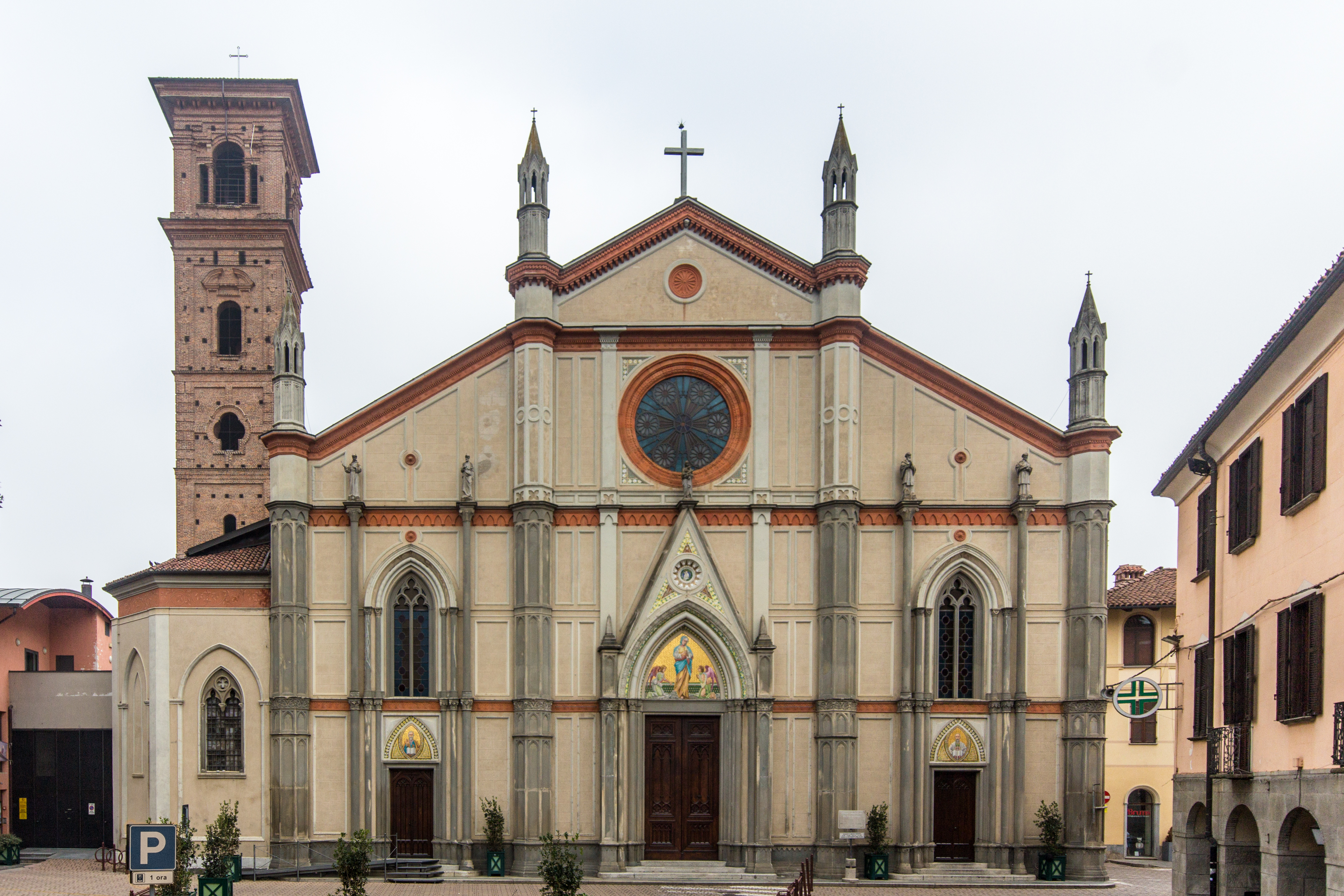
Église Saint-Pierre-et-Saint-Paul.
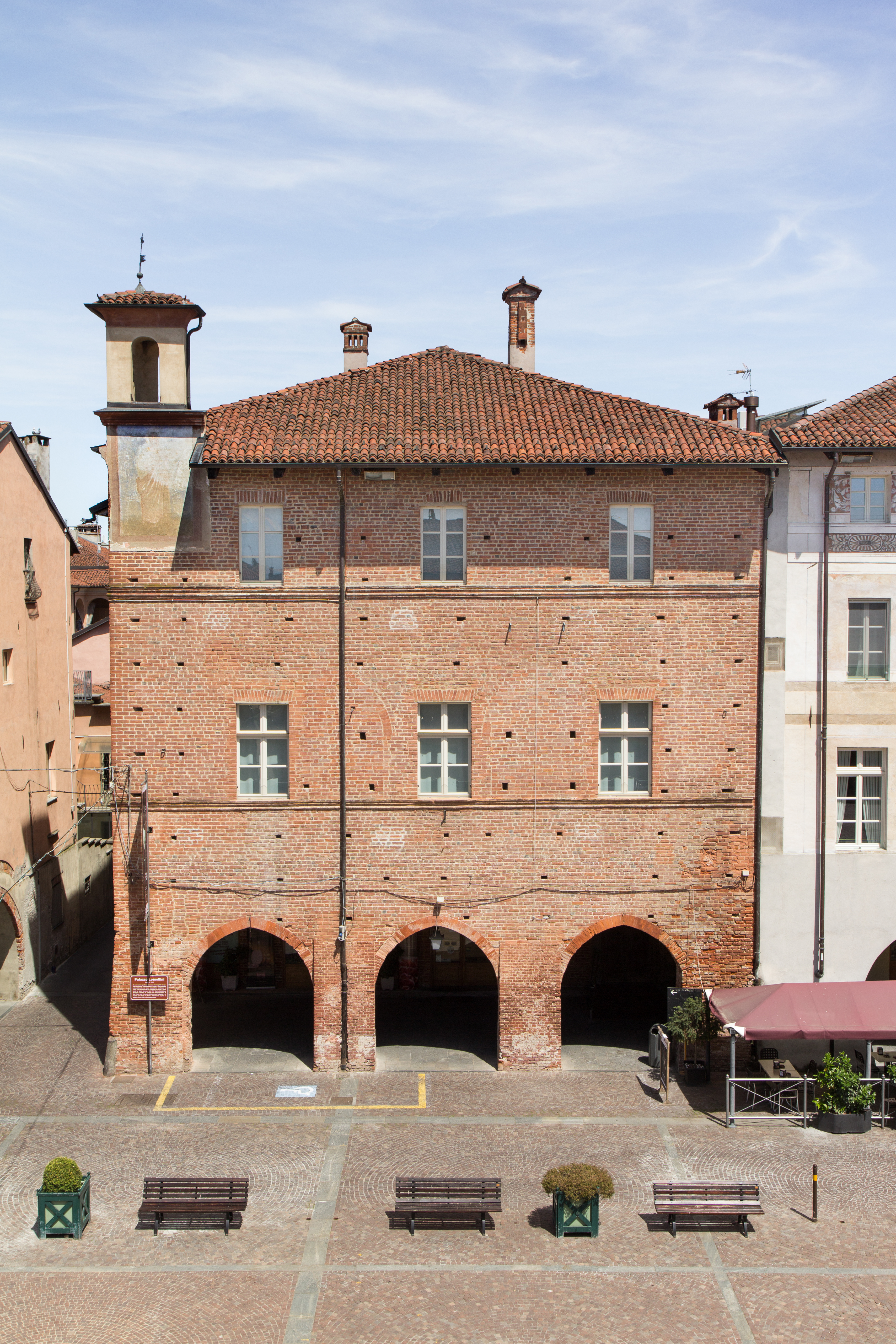
Palazzo Lomellini, Musée d'art contemporain.
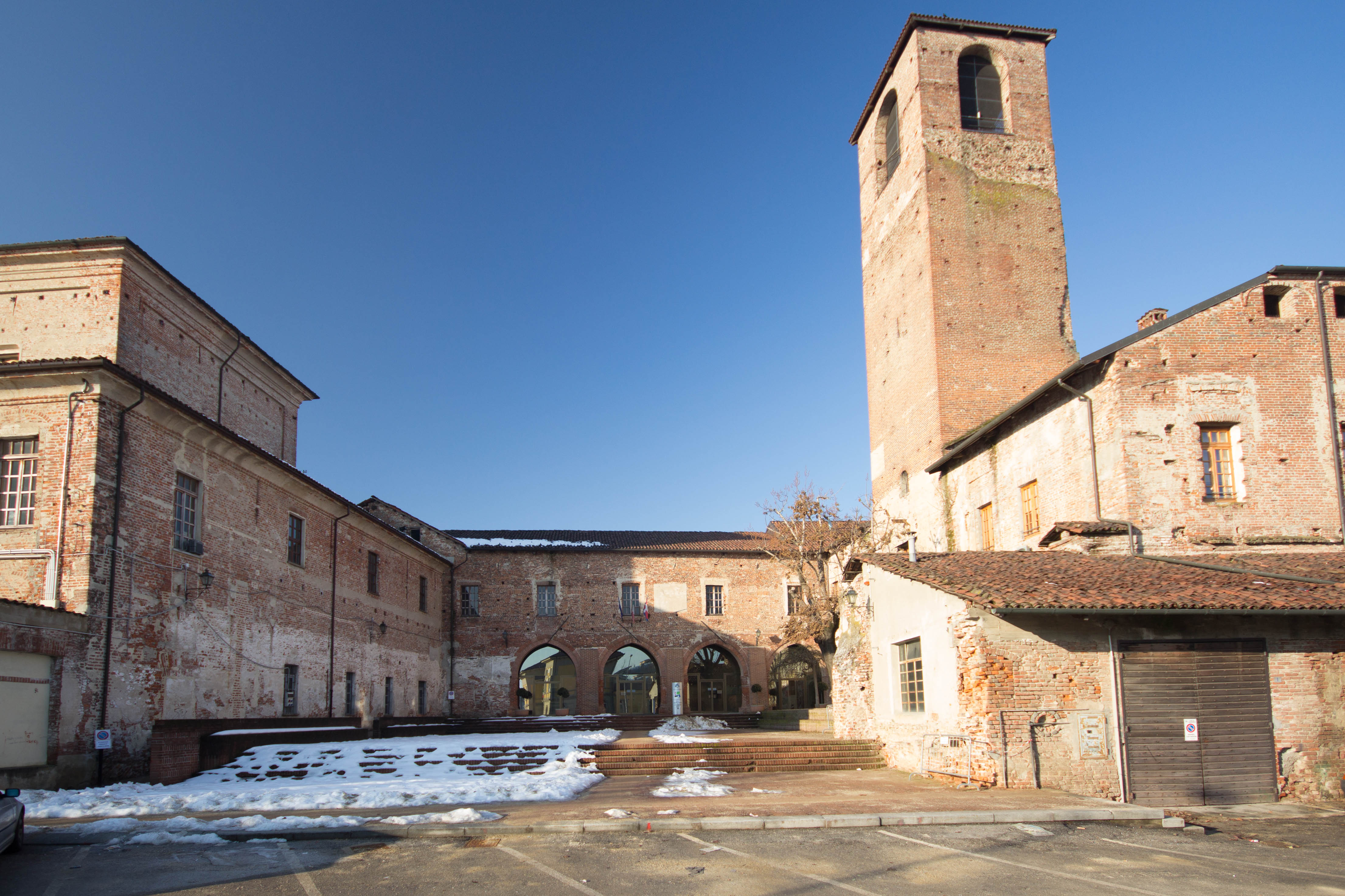
Château, mairie.